# Villenave-d'Ornon
Villenave-d'Ornon est une commune de la banlieue sud de Bordeaux, rive gauche de la Garonne située dans le département de la Gironde, en région Nouvelle-Aquitaine.

## Géographie

### Localisation

Villenave-d'Ornon au sein de la Bordeaux Métropole.

Commune de la métropole de Bordeaux et plus précisément dans son unité urbaine au sud de Bordeaux, sur la rive gauche (ouest) de la Garonne.

### Communes limitrophes
Les communes limitrophes en sont, sur la rive gauche de la Garonne, Bègles au nord, Cadaujac au sud, Léognan au sud-ouest, Gradignan à l'ouest et Talence au nord-ouest et, sur la rive droite, Latresne à l'est et Camblanes-et-Meynac au sud-est sur environ 500 mètres.
| Talence   | Bègles            |                     |
| Gradignan | Villenave-d'Ornon | Latresne            |
| Léognan   | Cadaujac          | Camblanes-et-Meynac |

### Hydrographie

#### Eau Bourde

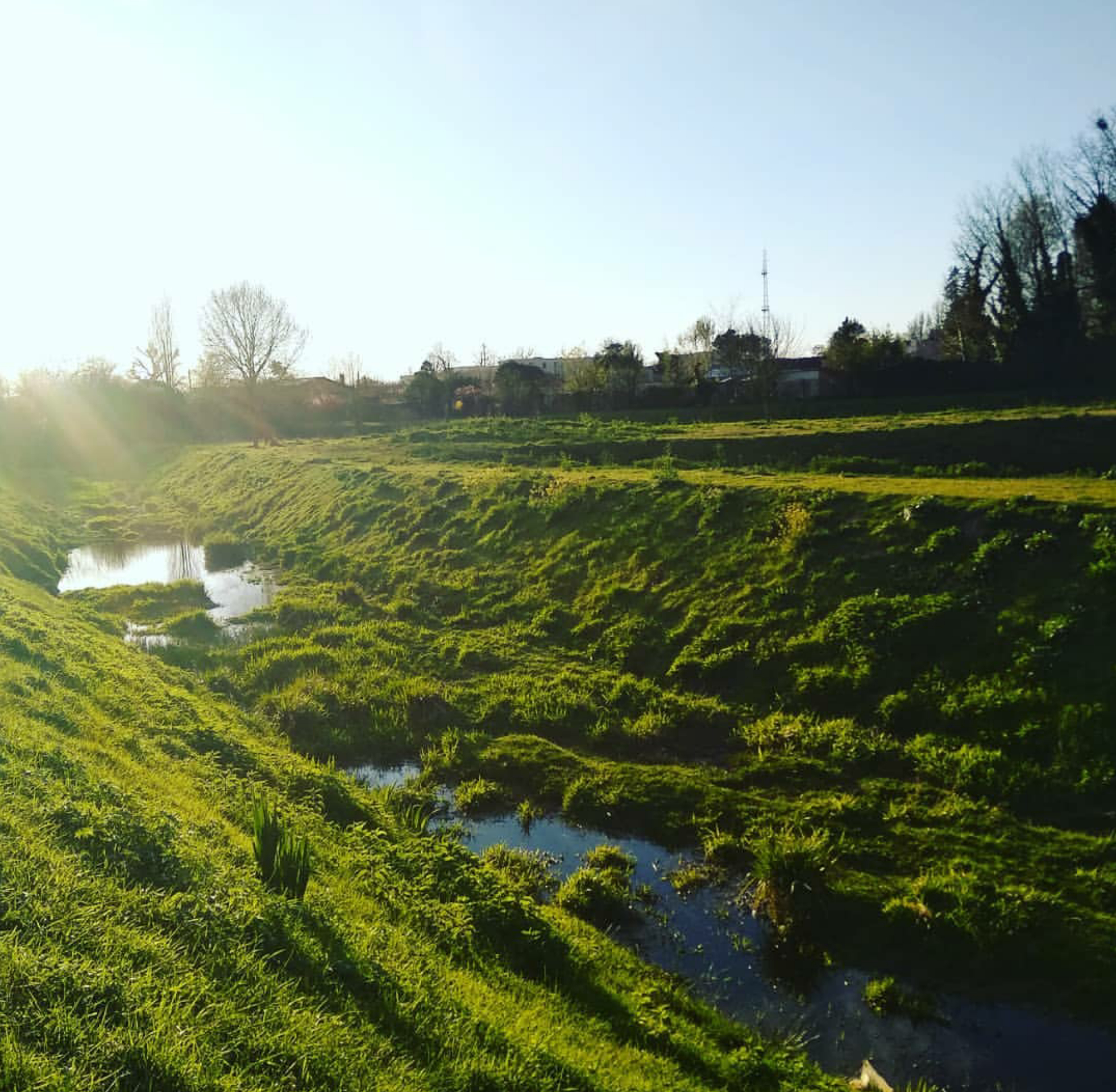
Eau Bourde (Haut-Madère, Villenave-d'Ornon)

L'Eau Bourde prend ses principales sources à Cestas. Elles sont ferrugineuses. Elle traverse ensuite des lacs cestadais et canejanais. Elle chemine à travers les différents parcs de Gradignan en formant des multitudes d'îles, de « becs » et de mares. Elle y est alors régulée par des écluses. À Villenave-d'Ornon a lieu sa première division formant ainsi l'Estey de la Maye. Le « Val de l'Eau Bourde » commence alors. À Bègles, l'Eau Bourde se divise en un delta donnant alors naissance à l'Estey de Franc (ou Estey Franck), à l'Estey Sainte-Croix, à l'Estey de Lugan, etc. Ces « berles » se jettent respectivement dans la Garonne aux lieux-dits Port-Garonne (Bègles), Paludate (Bordeaux-Sud), et Geneste-la Plantation (Villenave-d'Ornon).

#### Ruisseau du Brucat
Le Ruisseau du Brucat (également appelé Ruisseau du Rouillet) prend sa source au lieu-dit Camparian. Il se jette dans l'Eau Bourde dans la ville de Gradignan

#### Estey de Franc
L'Estey de Franc (ou Estey Franck) est un bras de l'Eau Bourde se séparant du reste du cours d'eau au lieu-dit Bardanac. Il se jette dans la Garonne à proximité du château de Francs (Bègles), d'où il tire son nom.

#### Estey Sainte-Croix
L'Estey Sainte-Croix est tout comme l'Estey de Franc, un bras de l'Eau Bourde se séparant du reste du cours d'eau au lieu-dit Bardanac. Il se jette dans la Garonne à Bordeaux à proximité de l'abbatiale Sainte-Croix de Bordeaux, d'où il tire nom.

#### Eau Blanche
L'Eau Blanche est une rivière traversant la commune de Léognan avant de longer la frontière Cadaujaco-Villenavaise. Elle se jette dans la Garonne au lieu-dit Guiteronde en formant une embouchure entourant « L'île des Juifs ».

#### Plans d'eau
Les lacs, gravières et étangs sont nombreux sur le territoire villenavais : lac de Versein, lac Nory, lac Wangermez, étangs de la Roubine, gravières de Formalaise…

#### Lac Versein

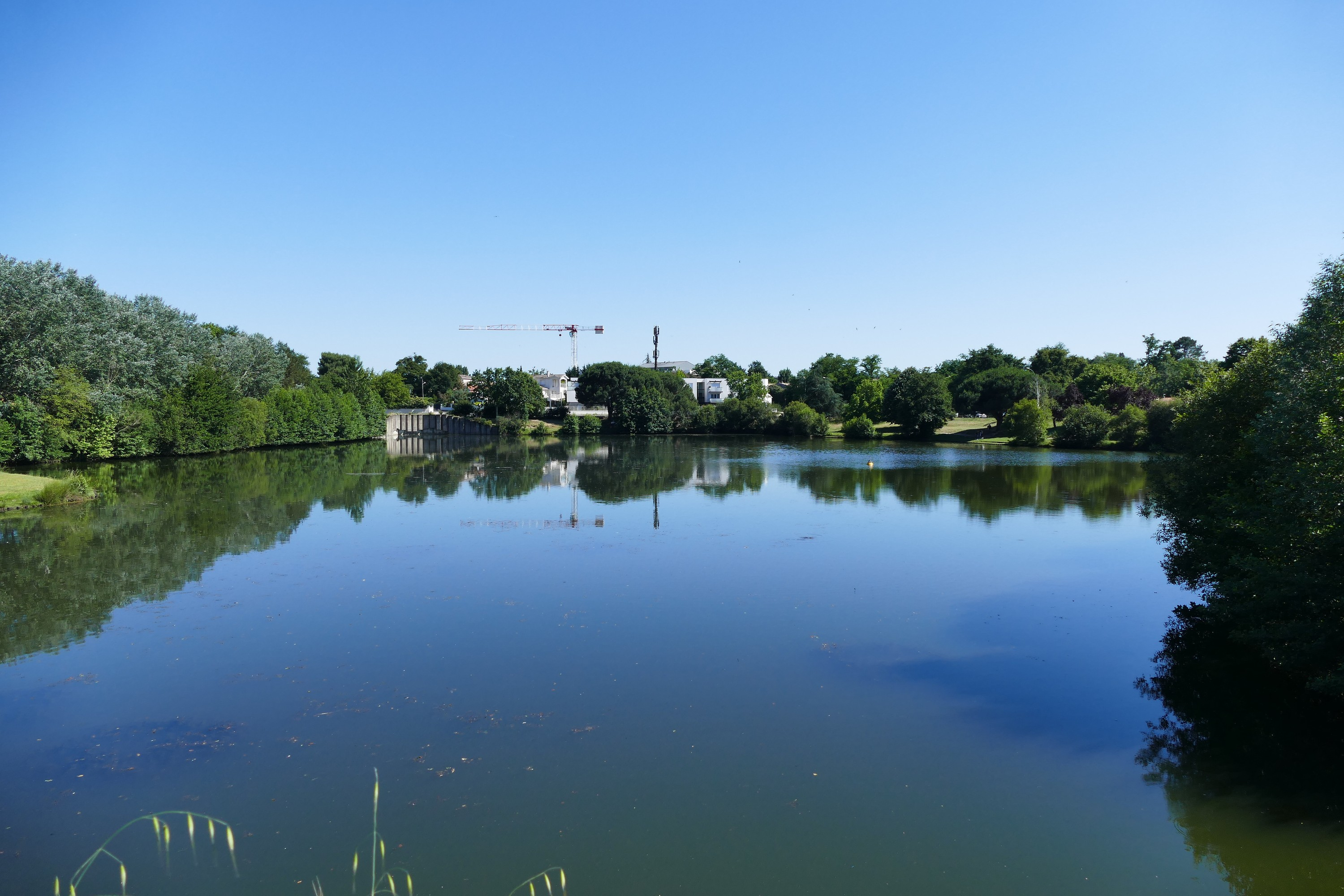
Le Lac Versein.

Le Lac Versein est un plan d'eau artificiel d'une aire de 2,5 hectares.

#### Étangs de la Roubine
Les étangs de Coutant la Roubine sont des plans d’eau situés dans le quartier de Geneste. Il est possible de pêcher sur ces plans d’eau d’une totalité de 10 hectares avec un permis de pêche. De nombreuses espèces de poissons sont bien représentées sur ces lacs situés en bords de Garonne. On trouve ainsi des carpes, des brochets, des black bass, des perches et des gardons.

#### Plans d'eau de Formalaise
Les anciennes gravières de Formalaise, près du Bourg forment à présent trois plans d'eau. Cette zone lacustre recèle ainsi certaines espèces animales rares voire spectaculaires, comme la libellule à œil rouge ou la cistude (une petite tortue autochtone).

#### Lac Raymond Carsac (ou Lac Charles Wangermez)
Lac situé au lieu-dit Sallegourde.

### Climat
Le climat qui caractérise la commune est qualifié, en 2010, de « climat océanique altéré », selon la typologie des climats de la France qui compte alors huit grands types de climats en métropole. En 2020, la commune ressort du même type de climat dans la classification établie par Météo-France, qui ne compte désormais, en première approche, que cinq grands types de climats en métropole. Il s’agit d’une zone de transition entre le climat océanique et les climats de montagne et le climat semi-continental. Les écarts de température entre hiver et été augmentent avec l'éloignement de la mer. La pluviométrie est plus faible qu'en bord de mer, sauf aux abords des reliefs.
Les paramètres climatiques qui ont permis d’établir la typologie de 2010 comportent six variables pour les températures et huit pour les précipitations, dont les valeurs correspondent à la normale 1971-2000. Les sept principales variables caractérisant la commune sont présentées dans l'encadré ci-après.
| Paramètres climatiques communaux sur la période 1971-2000 - Moyenne annuelle de température : 13 °C - Nombre de jours avec une température inférieure à −5 °C : 2,4 j - Nombre de jours avec une température supérieure à 30 °C : 7,4 j - Amplitude thermique annuelle : 14,2 °C - Cumuls annuels de précipitation : 968 mm - Nombre de jours de précipitation en janvier : 12,1 j - Nombre de jours de précipitation en juillet : 6,8 j |

Avec le changement climatique, ces variables ont évolué. Une étude réalisée en 2014 par la Direction générale de l'Énergie et du Climat complétée par des études régionales prévoit en effet que la  température moyenne devrait croître et la pluviométrie moyenne baisser, avec toutefois de fortes variations régionales. La station météorologique de Météo-France installée dans la commune et mise en service en 1924 permet de connaître l'évolution des indicateurs météorologiques. Le tableau détaillé pour la période 1981-2010 est présenté ci-après.
| Mois                                  | jan.            | fév.             | mars            | avril           | mai             | juin           | jui.           | août          | sep.            | oct.            | nov.            | déc.             | année      |
| ------------------------------------- | --------------- | ---------------- | --------------- | --------------- | --------------- | -------------- | -------------- | ------------- | --------------- | --------------- | --------------- | ---------------- | ---------- |
| Température minimale moyenne (°C)     | 3,2             | 3,5              | 5,5             | 7,5             | 11,3            | 14,2           | 16             | 15,9          | 13              | 10,3            | 6,1             | 3,9              | 9,2        |
| Température moyenne (°C)              | 6,7             | 7,6              | 10,4            | 12,5            | 16,5            | 19,5           | 21,7           | 21,6          | 18,6            | 14,9            | 9,9             | 7,2              | 14         |
| Température maximale moyenne (°C)     | 10,2            | 11,8             | 15,2            | 17,6            | 21,6            | 24,9           | 27,3           | 27,3          | 24,2            | 19,5            | 13,7            | 10,5             | 18,7       |
| Record de froid (°C) date du record   | −15 12.01.1945  | −16,8 23.02.1956 | −8 06.03.1971   | −3 04.04.1935   | −0,6 02.05.1945 | 3,7 02.06.1936 | 6,2 08.07.1954 | 5 27.08.1985  | 0,6 24.09.1928  | −3,9 08.10.1936 | −9,1 27.11.1942 | −11,8 22.12.1946 | −16,8 1956 |
| Record de chaleur (°C) date du record | 20,1 13.01.1993 | 25,7 27.02.19    | 27,4 25.03.1981 | 31,4 15.04.1949 | 35,4 30.05.01   | 39,7 22.06.03  | 41,7 23.07.19  | 40,3 04.08.03 | 36,8 03.09.1930 | 31,2 13.10.19   | 26,1 08.11.15   | 22,7 16.12.1989  | 41,7 2019  |
| Précipitations (mm)                   | 86,5            | 72,2             | 66,8            | 81,1            | 73,6            | 60,5           | 48,4           | 59,6          | 77,3            | 89              | 106,2           | 102,7            | 923,9      |

## Urbanisme

### Typologie
Au 1er janvier 2024, Villenave-d'Ornon est catégorisée grand centre urbain, selon la nouvelle grille communale de densité à sept niveaux définie par l'Insee en 2022.
Elle appartient à l'unité urbaine de Bordeaux, une agglomération intra-départementale regroupant 73  communes, dont elle est une commune de la banlieue,,. Par ailleurs la commune fait partie de l'aire d'attraction de Bordeaux, dont elle est une commune du pôle principal,. Cette aire, qui regroupe 275 communes, est catégorisée dans les aires de 700 000 habitants ou plus (hors Paris),.

### Occupation des sols

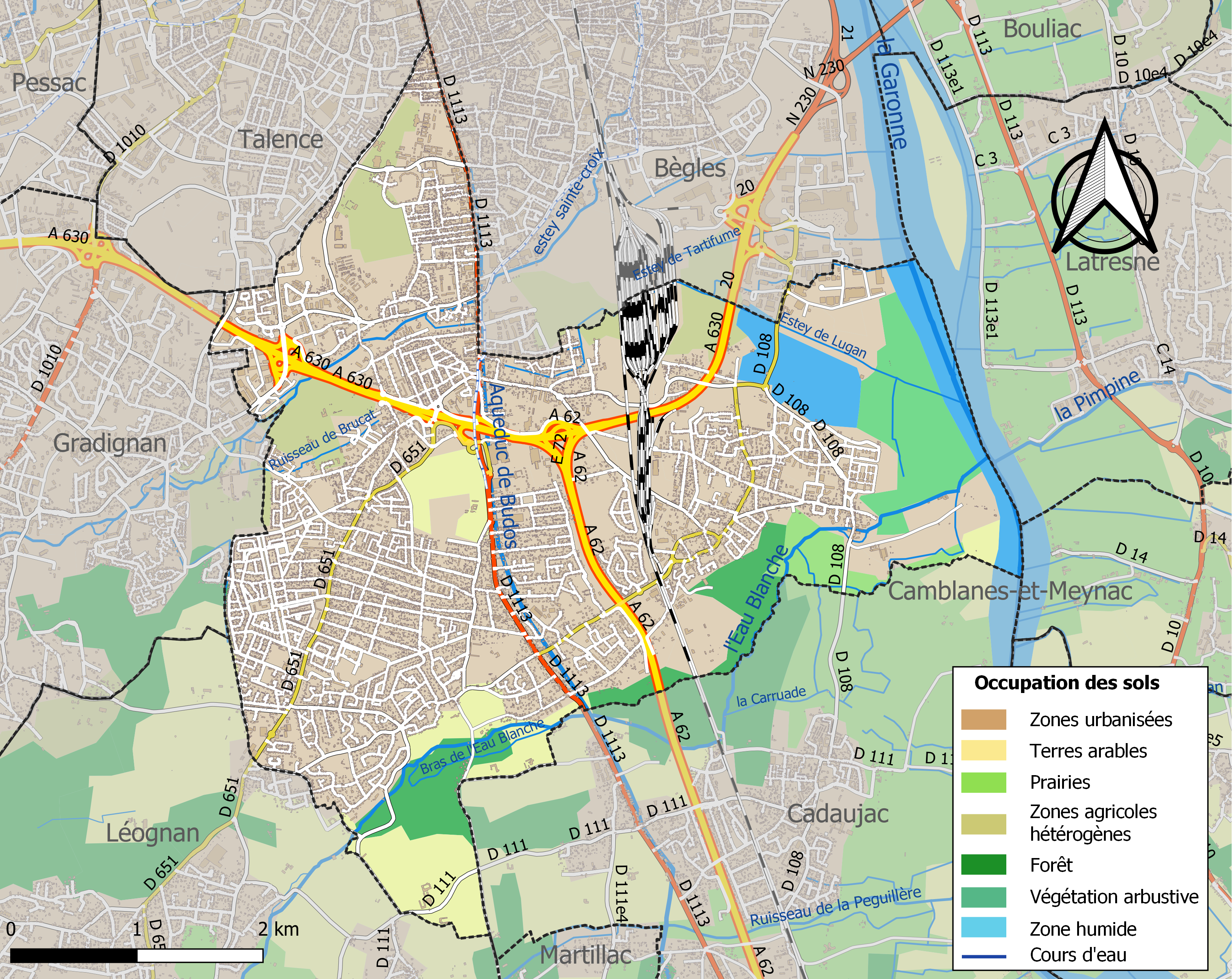
Carte des infrastructures et de l'occupation des sols de la commune en 2018 (CLC).

L'occupation des sols de la commune, telle qu'elle ressort de la base de données européenne d’occupation biophysique des sols Corine Land Cover (CLC), est marquée par l'importance des territoires artificialisés (72,4 % en 2018), en augmentation par rapport à 1990 (64,6 %). La répartition détaillée en 2018 est la suivante : zones urbanisées (58,8 %), zones industrielles ou commerciales et réseaux de communication (9,8 %), cultures permanentes (6,7 %), zones agricoles hétérogènes (5,1 %), forêts (4,8 %), eaux continentales (4,7 %), milieux à végétation arbustive et/ou herbacée (4,2 %), espaces verts artificialisés, non agricoles (2,5 %), prairies (1,7 %), mines, décharges et chantiers (1,4 %), terres arables (0,4 %). L'évolution de l’occupation des sols de la commune et de ses infrastructures peut être observée sur les différentes représentations cartographiques du territoire : la carte de Cassini (XVIIIe siècle), la carte d'état-major (1820-1866) et les cartes ou photos aériennes de l'IGN pour la période actuelle (1950 à aujourd'hui).

### Quartiers et lieux-dits

Plan des quartiers de la commune Villenave-d'Ornon (33140, France)

La ville de Villenave-d'Ornon s'est développée autour de trois centres : le Pont de la Maye, Le Vieux Bourg ainsi que Chambéry. Lesquels sont eux-mêmes constitués de lieux-dits, plus petits, s’emboîtant entre eux.

#### Vieux-Bourg
Le Bourg est le cœur historique de la commune dans lequel s'est développée durant l'Ancien Régime la paroisse de Saint-Martin de Villenave-d'Ornon. Certains des lieux-dits alentour (Formalaise, Guitteronde, Gassie...) sont encore très proches de la campagne (particulièrement au Sud). En revanche, la courbe démographique de ce quartier évolue en augmentant (plus que nulle part dans la commune), en effet la plupart des zones (Leyran, Le Bocage, Courréjean...) ont tendance à perdre de leur ruralité.
Liste des lieux-dits du Vieux-Bourg :
- Beunon
- Hourcade
- Galgon
- La Manufacture
- Domaine de la Plantation (ou La Plantation)
- Geneste
- Lartigue
- Gassie
- Guiteronde (ou Guitteronde)
- Courréjean (ou Courrejean)
- Patissey
- Bocage
- Rouquette
- Formalaise
- Le Junca[20] (ou La Junca)
- Le Bourg (ou Vieux Bourg, voire Vieux-Bourg)
- Carle
- Sallegourde
- Leyran
- Barreyre
- Le Servantin
- Rebequet
- La Hontan (ou Lahontan)
- Pont-de-Langon

#### Pont-de-la-Maye
Le Pont de la Maye s'est développé grâce à l’extension des populations bordelaises autour de la commune centre. Son centre-ville est en fait une véritable "Porte de la ville" (notamment grâce à l'arrivée du tramway ici). La plupart des lieux-dits de cet endroit (Saint-Bris, Pont-de-la-Maye...) sont relativement peuplés, la courbe démographique tend à augmenter légèrement.
Liste des lieux-dits du Pont de la Maye :
- Le Béquet
- Le Cros
- Saint-Bris
- La Ferrade (ou La Grande Ferrade)
- Haut-Madère
- Madère
- Bardenac (ou Bardanac)
- Pont de la Maye (ou Pont-de-la-Maye)
- Sarcignan
- Baugé
- Camparian
- Le Brucat (ou Le Bruca)
- Baret
- Triomphet
- Lassansaa
- Pontac
- Versin

#### Chambéry
Chambéry est un quartier où se sont construits au cours du XXe siècle le plus de lotissements de la commune. C'est donc - tout comme son homologue, le Pont-de-la-Maye - une zone composée d'espaces densément peuplés (hormis au Sud du quartier où les espaces (Méchives, La Basilique, Carbonieux...) possèdent des caractéristiques de milieu rural, tel au Sud du Vieux-Bourg.).
Liste des lieux-dits de Chambéry :
- Versin
- Le Brucat (ou Le Bruca)
- Lahet[20] (ou La Hé, voire Lahé)
- Chambéry
- Brignon
- La Taille
- Terrefort
- Trigan
- Le Frezat
- Gamarde
- La Basilique
- La Gravette
- Le Désert
- Carbonnieux
- Gouande
- Veyre
- Méchives
- Peyrehaut
- Couhins
- Paguenaux
- Rigalhou
- La Monnaie

### Voies de communication et transports

#### Réseau ferroviaire

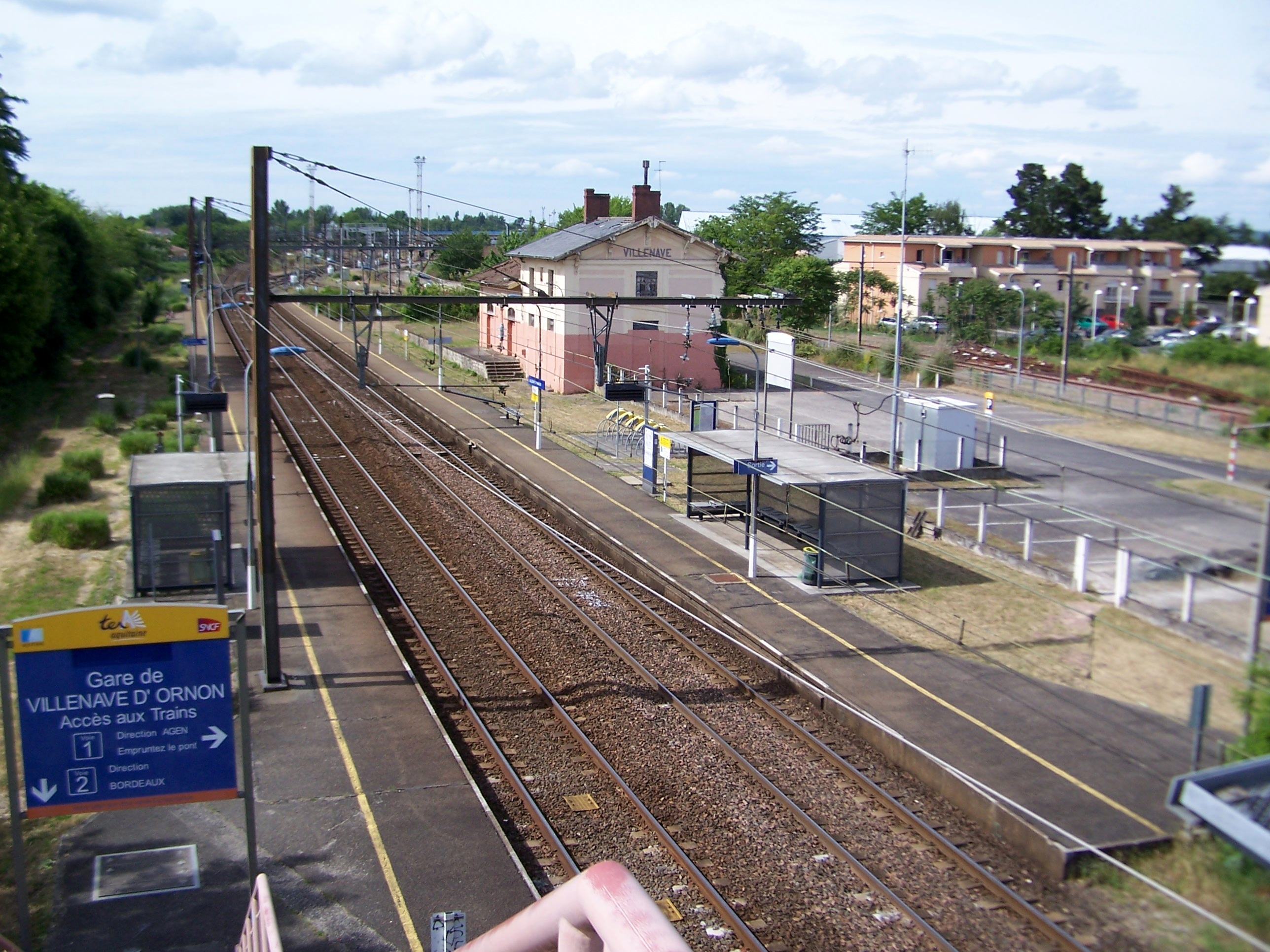
Gare de Villenave-d'Ornon.

Par le train : gare de Villenave-d'Ornon (TER) et gare de triage d'Hourcade (fret) sur la ligne ligne Bordeaux-Saint-Jean - Sète-Ville.

#### Réseau routier
- (rocade)
- 17 Thouars
- 18 Pont de la Maye

 (ancienne RN651) vers Léognan, Hostens, Mont-de-Marsan. 

 (ancienne RN113) vers La Brède, Langon et l'autouroute . 

 vers Cadaujac et Bègles.

#### RéseauTBMactuel
Villenave-d'Ornon est actuellement desservie par les lignes TBM suivantes :
- 5 15 23 35 39 85 87 89 90 N5

#### RéseauTransGironde
Les lignes 502, 503 et 506 partent de la station de tram Peixotto à destination respectivement de La Brède, Saint-Symphorien et  Cabanac-bourg en desservant la commune.

### Risques majeurs
Le territoire de la commune de Villenave-d'Ornon est vulnérable à différents aléas naturels : météorologiques (tempête, orage, neige, grand froid, canicule ou sécheresse), inondations, mouvements de terrains et séisme (sismicité faible). Un site publié par le BRGM permet d'évaluer simplement et rapidement les risques d'un bien localisé soit par son adresse soit par le numéro de sa parcelle.
La commune fait partie du territoire à risques importants d'inondation (TRI) de Bordeaux, regroupant les 28 communes concernées par un risque de submersion marine ou de débordement de la Garonne, un des 18 TRI qui ont été arrêtés fin 2012 sur le bassin Adour-Garonne. Les crues significatives qui se sont produites au XXe siècle, avec plus de 6,70 m mesurés au marégraphe de Bordeaux sont celles du 27 décembre 1999 (7,05 m, débit de la Garonne de 700 m3/s), du 13 décembre 1981 (6,85 m, 1500 à 2 000 m3/s), du 19 mars 1988 (6,84 m, 4 000 m3/s), du 7 février 1996 (6,77 m, 1 000 m3/s) et du 28 avril 1998 (6,73 m, 2 700 m3/s). Au XXIe siècle, ce sont celles liées à la tempête Xynthia du 28 février 2010 (6,92 m, 816 m3/s) et du 31 janvier 2014 (6,9 m, 2500 à 3 000 m3/s). Des cartes des surfaces inondables ont été établies pour trois scénarios : fréquent (crue de temps de retour de 10 ans à 30 ans), moyen (temps de retour de 100 ans à 300 ans) et extrême (temps de retour de l'ordre de 1 000 ans, qui met en défaut tout système de protection). La commune a été reconnue en état de catastrophe naturelle au titre des dommages causés par les inondations et coulées de boue survenues en 1982, 1986, 1990, 1992, 1993, 1999 et 2008,.
Les mouvements de terrains susceptibles de se produire sur le territoire de la commune sont des tassements différentiels.

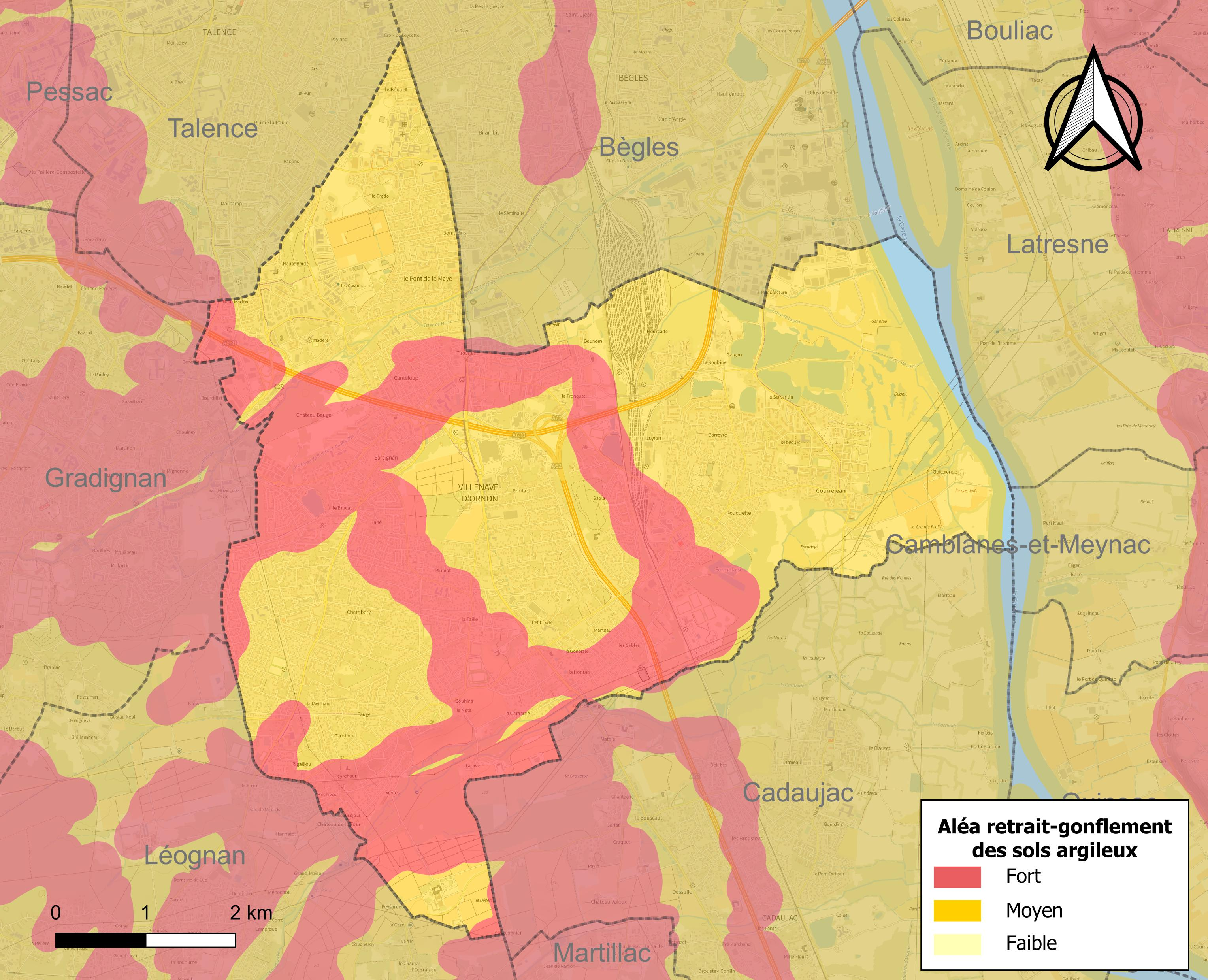
Carte des zones d'aléa retrait-gonflement des sols argileux de Villenave-d'Ornon.

Le retrait-gonflement des sols argileux est susceptible d'engendrer des dommages importants aux bâtiments en cas d’alternance de périodes de sécheresse et de pluie. 98,5 % de la superficie communale est en aléa moyen ou fort (67,4 % au niveau départemental et 48,5 % au niveau national). Sur les 9 679 bâtiments dénombrés sur le territoire de la commune en 2019, 9 679 sont en aléa moyen ou fort, soit 100 %, à comparer aux 84 % au niveau départemental et 54 % au niveau national. Une cartographie de l'exposition du territoire national au retrait gonflement des sols argileux est disponible sur le site du BRGM,.
Concernant les mouvements de terrains, la commune a été reconnue en état de catastrophe naturelle au titre des dommages causés par la sécheresse en 1989, 1990, 1997, 2002, 2005 et 2010 et par des mouvements de terrain en 1999.

## Toponymie

### Origine et étymologie
L’origine du nom de Villenave-d’Ornon provient de l'époque du haut Moyen Âge. Villenave provient du Gascon « vila nava »  qui signifie en français « Villeneuve », c’est-à-dire ville nouvelle. Puisque la commune fût créée par le comte d’Ornon qui avait le siège de son château au lieu-dit « Ornon » sur la paroisse de Gradignan, on[Qui ?] a ajouté ce mot derrière Villenave. Ornon provient également du latin Ornus, qui signifie orne ou frêne à fleurs.
Villenave-d'Ornon étant dans le domaine nord-gascon, la plupart des lieux-dits anciens y sont explicables par le gascon, par exemple le Junca, la Hontan, Pastissey, le Bruca, le Mata, Paguemaou, le Pasten, Couhins (qui signifie "Confins")...

### Traductions dans les autres langues
En Occitan le nom de la commune est Vilanava d'Ornon.

## Histoire

### Préhistoire et antiquité
Les vestiges de la nécropole mégalithique de Peyrehaut témoignent d'une présence humaine sur le territoire communal, il y a 5 000 ans.
Un aqueduc gallo-romain, datant du Ier siècle partait du lieu-dit Carbonnieux à Villenave-d'Ornon. Il passait ensuite au lieu-dit Sarcignan où des vestiges de l’édifice ont été découverts en 1973. L'édifice était prolongé vers le lieu-dit Madère, pour venir alimenter en eau la cité romaine de Burdigala (aujourd’hui Bordeaux).

### Du Moyen Âge à la guerre de Cent ans
En 960, une chapelle en bois, baptisée « Notre-Dame-des-Bois » est édifiée par une mission évangélique, dans un site composé d'une forêt dense de pins, de landes et de marais, avec des clairières et quelques habitants disséminés. C'est au XIe siècle que la ville voit le jour et une église est bâtie en pierre, peut-être sur l'emplacement de la chapelle initiale en bois. La paroisse Saint-Martin se développe alors autour de cette église. Elle est située sur les anciennes terres du comte d'Ornon, seigneur fidèle au roi d'Angleterre, alors duc d'Aquitaine et qui avait sa forteresse à Gradignan. L'origine du nom de Villenave-d'Ornon provient de cette époque. Elle fut créée par le comte d'Ornon dont la forteresse fut bâtie au lieu-dit Ornon, sur la paroisse de Gradignan, dont quelques ruines sont encore visibles de nos jours.
En 1274, un nommé Guillaume Bernard est fait chevalier par Édouard Ier, roi d'Angleterre. Il s'engage à protéger de ses armes le sud du Bordelais. Le comté d'Ornon englobait alors les paroisses de Talence, Gradignan, Léognan, Canéjan, Cestas, Villenave, une partie de Bègles et de Martillac. Cette famille jouissait d'une grande influence puisqu'elle possédait des terres et seigneuries d'Audenge à Blaye. La dernière dame d'Ornon, Marie, dut céder ses terres et droits au roi d'Angleterre entre 1390 et 1399. À cette date, Henri IV d'Angleterre fit don du comté à Jean de Beaufort, marquis de Corset, qui le vendit alors à Henry Bowet, évêque de Bath, puis archevêque d'York. La guerre de Cent Ans fait des ravages, quand en 1405, le comté et sa forteresse sont dévastés par les troupes du comte d'Armagnac, lieutenant du roi de France. Ce coup est fatal à la relative indépendance du comté qui est vendu en 1409 aux maires et jurats de Bordeaux.

### Époque contemporaine
À la Révolution, la paroisse Saint-Martin de Villenave-d'Ornon forme la commune de Villenave-d'Ornon. Une partie de la commune de Camblanes-et-Meynac est réunie à la commune de Villenave-d'Ornon.
Dans la deuxième moitié du XIXe siècle, plusieurs quartiers s'agrandissent : Pont-de-la-Maye, Pont-de-Langon, Hourcade et Sarcignan. L'omnibus relie Villenave à Bordeaux et le chemin de fer passe en 1848 pour rejoindre Langon. Une politique de construction de bâtiments publics urbanise : l'école du bourg (1885), la mairie (inaugurée en 1877), l'école du Pont-de-la-Maye (1882) et la poste du Bourg (1885).
Deux visites présidentielles honorent la commune : en 1888, le président Sadi Carnot arrive par bateau et, en 1910, le président Armand Fallières visite la colonie Saint-Louis (orphelins, actuel Prado). En 1890, la commune est partagée en trois quartiers : Pont-de-la-Maye, le bourg et Courréjan. En 1902, le tramway remplace l'omnibus et, en 1911, la commune est électrifiée. D'autres quartiers se forment dans les années 1920 : Chambéry, la Générale, Rouquette, Madère…

La population a quadruplé entre 1794 et 1936, passant de 1 604 à 6 000 habitants.
La ville fut libérée le 24 août 1944. Cet évènement est commémoré chaque année sur les monuments aux morts de la ville.

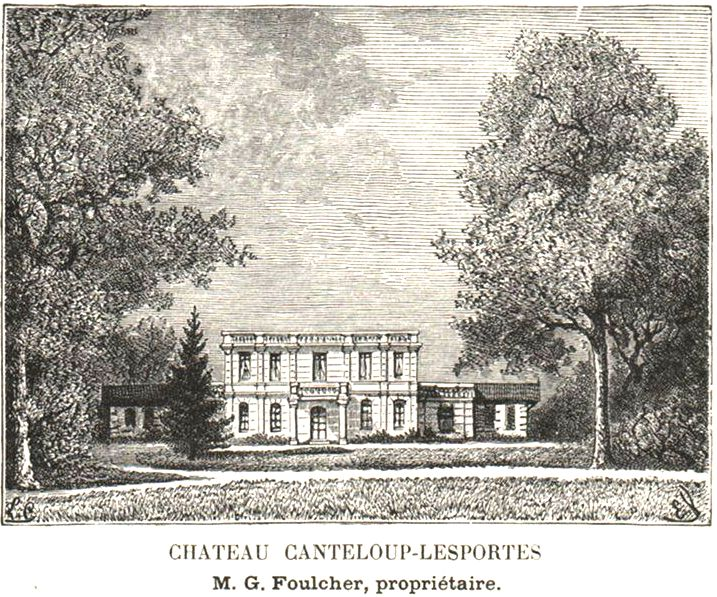
Gravure du Château Canteloup, par Eugène Vergez (1846-1925), parue en 1908 dans le Guide Féret.

En 1949, vingt-cinq jeunes artilleurs du 33e Régiment d’Artillerie de Châtellerault et 57 civils sont happés par le feu ; on nomme désormais l'événement « l'incendie du siècle » dans la région. Parmi les jeunes appelés qui périssent dans les flammes, onze ne peuvent être individuellement identifiés et reposent dans un caveau commun au cimetière Saint-Bris. Parmi les victimes, cinq Villenavais meurent en essayant d’empêcher la progression des flammes : 
- Jean-Louis Lovat, âgé de vingt ans, appelé au 3e RPIMA de Poitiers ;
- Paul André Noubel, âgé de vingt ans, appelé au 33e RA ;
- Edgar-Jean Glady, manœuvre de vingt ans ;
- Jean-Louis Dubergier, manœuvre de vingt-trois ans ;
- René Voisin, boulanger âgé de cinquante ans.

En leur mémoire, cinq rues de Villenave-d’Ornon portent leur nom.
En 1954, la commune compte 10 000 habitants, 21 500 en 1968 et près de 30 000 aujourd'hui (42 185 exactement). Dans les années 1960, des usines et des entreprises s'installent dans les quartiers d'Hourcade, Courréjan, Chanteloiseau. Chambéry s'étoffe en zone résidentielle avec des petits commerces. En 1959 la mairie déménage du vieux-bourg au Pont-de-la-Maye (actuelle C.P.A.M.), puis installe l'hôtel de ville en 1964 dans le Château Canteloup datant de 1777.
En 2013, à la suite d'un diagnostic archéologique fut découverte dans l'estey de Lugan une épave mérovingienne. Après une première phase de fouilles réalisées en 2019, l'épave fut datée par radiocarbone entre 680 et 720 de notre ère, témoignage rare de l'architecture navale du haut Moyen Âge.
Un projet de construction d'un terrain de golf voit le jour sur les 90 hectares du domaine de Geneste, après que le POS modifié, eut transformé le terrain de «non constructible» en «constructible». Le terrain est rétrocédé à Eric Bez, fils de l'ex-président du club de football des Girondins de Bordeaux. Le projet est inclus dans une zone humide classée Natura 2000. En 2016, des militants écologistes s'opposent au projet et s'implantent dans ce qu'ils appellent la ZAD de Gironde. Malgré cela le golf ouvre en septembre 2017.
Une station du réseau de satellites Starlink a été implanté sur un terrain privé de la commune, il comporte huit antennes en formes de sphères.

## Politique et administration

### Conseil municipaux
Un conseil municipal des jeunes (C.M.J.) et un conseil municipal des adolescents (C.M.A.) ont été créés pour chercher des projets pour améliorer leur ville en pleine croissance.

### Politique environnementale
En 2010, la commune de Villenave-d'Ornon a été récompensée par le label « Ville Internet @@@@ ».

### Jumelages
| Ville             | Pays           | Période     |
| ----------------- | -------------- | ----------- |
| Seeheim-Jugenheim | Allemagne      | depuis 1982 |
| Torres Vedras     | Portugal       | depuis 1993 |
| Bridgend          | Pays de Galles | depuis 1994 |

| Villenave-d'Ornon Seeheim-Jugenheim Torres Vedras Bridgend |

## Population et société
Les habitants sont appelés les Villenavais et les Villenavaises.

### Démographie
L'évolution du nombre d'habitants est connue à travers les recensements de la population effectués dans la commune depuis 1793. Pour les communes de plus de 10 000 habitants les recensements ont lieu chaque année à la suite d'une enquête par sondage auprès d'un échantillon d'adresses représentant 8 % de leurs logements, contrairement aux autres communes qui ont un recensement réel tous les cinq ans,.

En 2022, la commune comptait 42 185 habitants, en évolution de +28,81 % par rapport à 2016 (Gironde : +6,91 %, France hors Mayotte : +2,11 %).
| 1793  | 1800  | 1806  | 1821  | 1831  | 1836  | 1841  | 1846  | 1851  |
| ----- | ----- | ----- | ----- | ----- | ----- | ----- | ----- | ----- |
| 1 400 | 1 231 | 1 295 | 1 324 | 1 377 | 1 318 | 1 535 | 1 622 | 1 779 |

| 1856  | 1861  | 1866  | 1872  | 1876  | 1881  | 1886  | 1891  | 1896  |
| ----- | ----- | ----- | ----- | ----- | ----- | ----- | ----- | ----- |
| 1 991 | 2 161 | 2 276 | 2 200 | 2 408 | 2 733 | 3 075 | 3 143 | 3 316 |

| 1901  | 1906  | 1911  | 1921  | 1926  | 1931  | 1936  | 1946  | 1954  |
| ----- | ----- | ----- | ----- | ----- | ----- | ----- | ----- | ----- |
| 3 335 | 3 635 | 4 020 | 4 507 | 5 416 | 6 215 | 6 764 | 8 766 | 9 989 |

| 1962   | 1968   | 1975   | 1982   | 1990   | 1999   | 2006   | 2011   | 2016   |
| ------ | ------ | ------ | ------ | ------ | ------ | ------ | ------ | ------ |
| 13 401 | 21 263 | 22 975 | 21 073 | 25 609 | 27 500 | 29 958 | 28 984 | 32 750 |

| 2021   | 2022   | - | - | - | - | - | - | - |
| ------ | ------ | - | - | - | - | - | - | - |
| 40 500 | 42 185 | - | - | - | - | - | - | - |

| selon la population municipale des années : | 1968 | 1975 | 1982 | 1990 | 1999 | 2006 | 2009 | 2013 |
| Rang de la commune dans le département      | 8    | 7    | 9    | 5    | 5    | 5    | 5    | 5    |
| Nombre de communes du département           | 548  | 543  | 543  | 542  | 542  | 542  | 542  | 542  |

### Enseignement

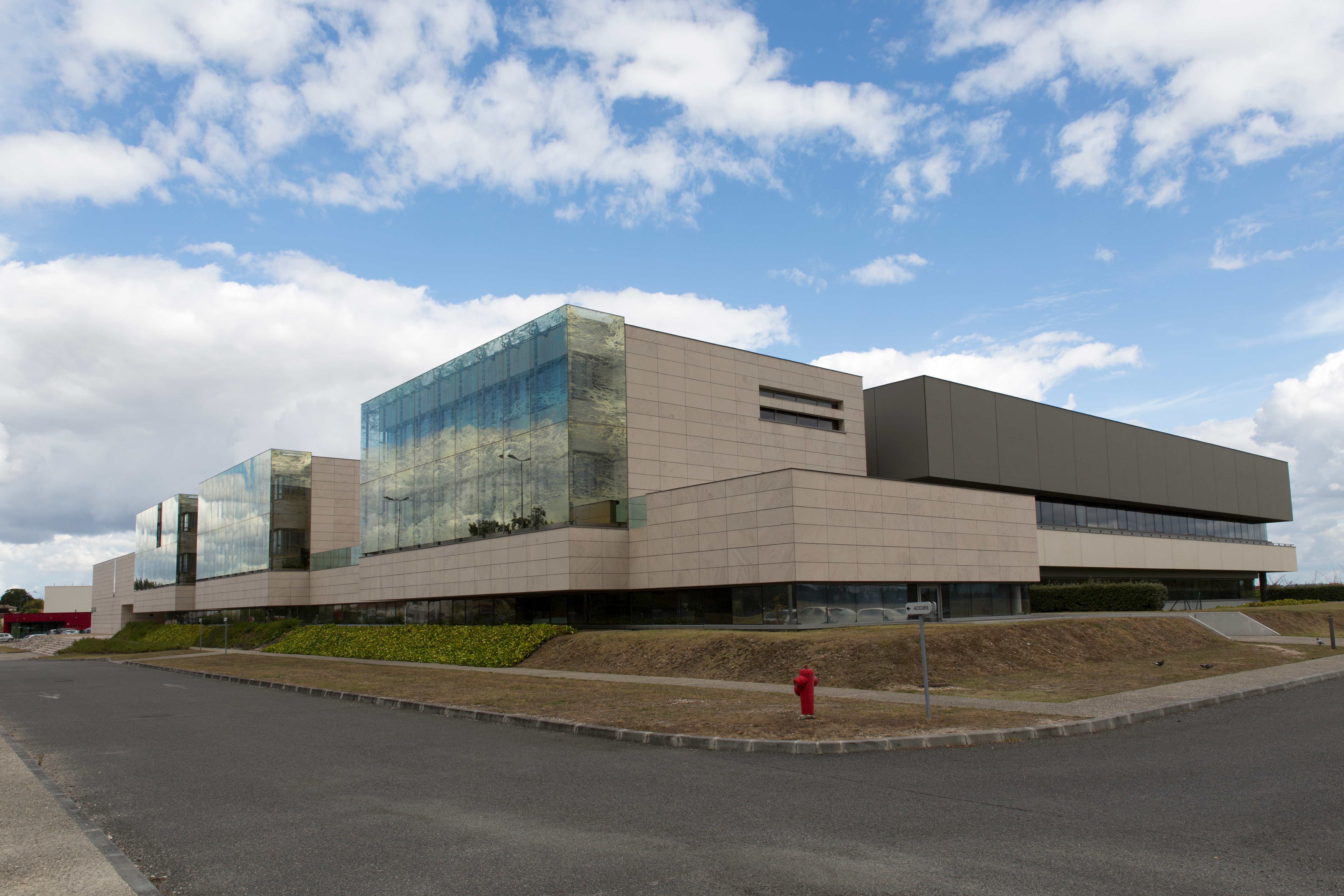
L'Institut des Sciences de la Vigne et du Vin.

- La commune dispose de neuf écoles maternelles, huit écoles primaires, deux collèges (collège Pont de la Maye et Collège Chambéry) et un lycée agricole[57].
- Institut des sciences de la vigne et du vin (ISVV)[58],[59] : ouvert en 2008, il regroupe des équipes de recherche, de formation et de valorisation de l'université de Bordeaux et de l'INRA, spécialisés dans la filière viticole. Les enseignements des 80 professeurs et maitres de conférences sont suivis par plus de 300 étudiants. 16 diplômes sanctionnent les différentes formations. L'institut s'étend sur 11 000 m2 dont 8 000 sont consacrés à la recherche. Il s'inscrit dans le projet de pôle de compétitivité « Inno'vin » de la région bordelaise.

### Santé
La commune accueille l'Hôpital d'instruction des armées (HIA) Robert-Picqué.

### Culture
La commune abrite un cinéma multiplexe, le Méga CGR (quinze salles) et une salle culturelle, le Cube, de 518 m2 et d'une capacité de plus de 1 500 personnes.

### Sports

Logo du club de football "Jeunesse villenavaise".

Villenave-d'Ornon dispose de plusieurs clubs de football dont la Jeunesse villenavaise, évoluant en R1 au stade Alain-Roche et le RC Chambéry, évoluant au stade Pierre Brossolette.
L'Association Saint-Delphin est le club de basket-ball de la ville. L'équipe féminine du club évolue actuellement en Nationale 1 du championnat de France de basket-ball. Depuis 2015, les équipes jouent dans le complexe Élisabeth-Riffiod, complexe comprenant deux salles indépendantes dont une dotée de plus de 1 000 places assises. Il accueille en mai 2016 le final four du championnat de France handibasket de Nationale A.

#### Équipements Sportifs
- Domaine de la Junca (Skatepark, etc.)
- Piscine olympique
- Complexe sportif Espace d'Ornon
- Complexe Pierre Brossolette (Rue Sadi Carnot)
- Complexe Nelson Paillou (Domaine Saint Georges)
- Complexe Sportif Elisabeth Riffiod  (132 chemin de Leysotte)
- City Stade de Sarcignan
- Gymnase College Chambery (138 Route de Léognan)
- Stade Trigan (Chemin de Couhins)
- Stade Wangermez (Avenue Maréchal de Lattre de Tassigny)
- Salle des Sports du Bourg (Avenue du Maréchal Foch)
- Climb Up : Salle d'Escalade (privée, ex Roc Altitude)
- Golf 18 trous
- Trinquet Maïtena

## Culture locale et patrimoine

### Zonage archéologique
L'arrêté du préfet de la région Aquitaine en date du 16 juillet 2007 liste les zones suivantes : 
- 1. Aqueduc antique (branche de Vayre)
- 2. Aqueduc antique (branche du Brucat)
- 3. Camparian, Sarcignan - Vestiges multiples - Gallo-Romain et Moyen Âge
- 4. Courréjean - Chateau et Moulin - Moyen Âge
- 5. La Manufacture, Geneste - Villa - Gallo-Romain
- 6. Moulin de Cazot - Moulin - Époque Moderne
- 7. Moulin de Madère - Moulin - Époque Moderne
- 8. Peyre Haut . Dolmens et tumulus . Néolithique
- 9. Saint-Martin · Église - Moyen Âge
- 10. Sallegourde - Motte probable et château - Moyen Âge

### Lieux et monuments
- Église Saint-Martin du XIe siècle, abside classée au titre des monuments historiques en 1920[61],[62]. L'église, à l'exception de l'abside classée a été inscrite au titre des monuments historiques en 1925[61].
- Château de Sallegourde inscrit au titre des monuments historiques en 2002[63].
- Nécropole mégalithique de Peyrehaut : le site a été aménagé pour les promeneurs, chemin de Couhins, au sud de la ville[64].
- Le château de Sarcignan est un ancien château viticole construit en style néo-gothique dans les années 1860 par Philippe Alary Lamartinie, notaire bordelais et ancien conseiller municipal de Villenave-d’Ornon. Ce château, promis à la démolition[65],[66],[67] le 22 août 2015, devait laisser la place au futur centre culturel Jacques-Brel. À la suite de la mobilisation de riverains, de spécialistes du patrimoine architectural et de près de 12 000 internautes, la mairie a annoncé, le 14 août 2015, renoncer à sa démolition. La maison des associations sera désormais construite derrière le château[68].
- L'église Saint-Delphin a été conçue par l'atelier d'architecture Salier Lajus Courtois Sadirac et fait l'objet d’un classement à l’inventaire du label patrimoine du XXe siècle[69].
- Église Sainte-Jeanne-de-Lestonnac de Chambéry.

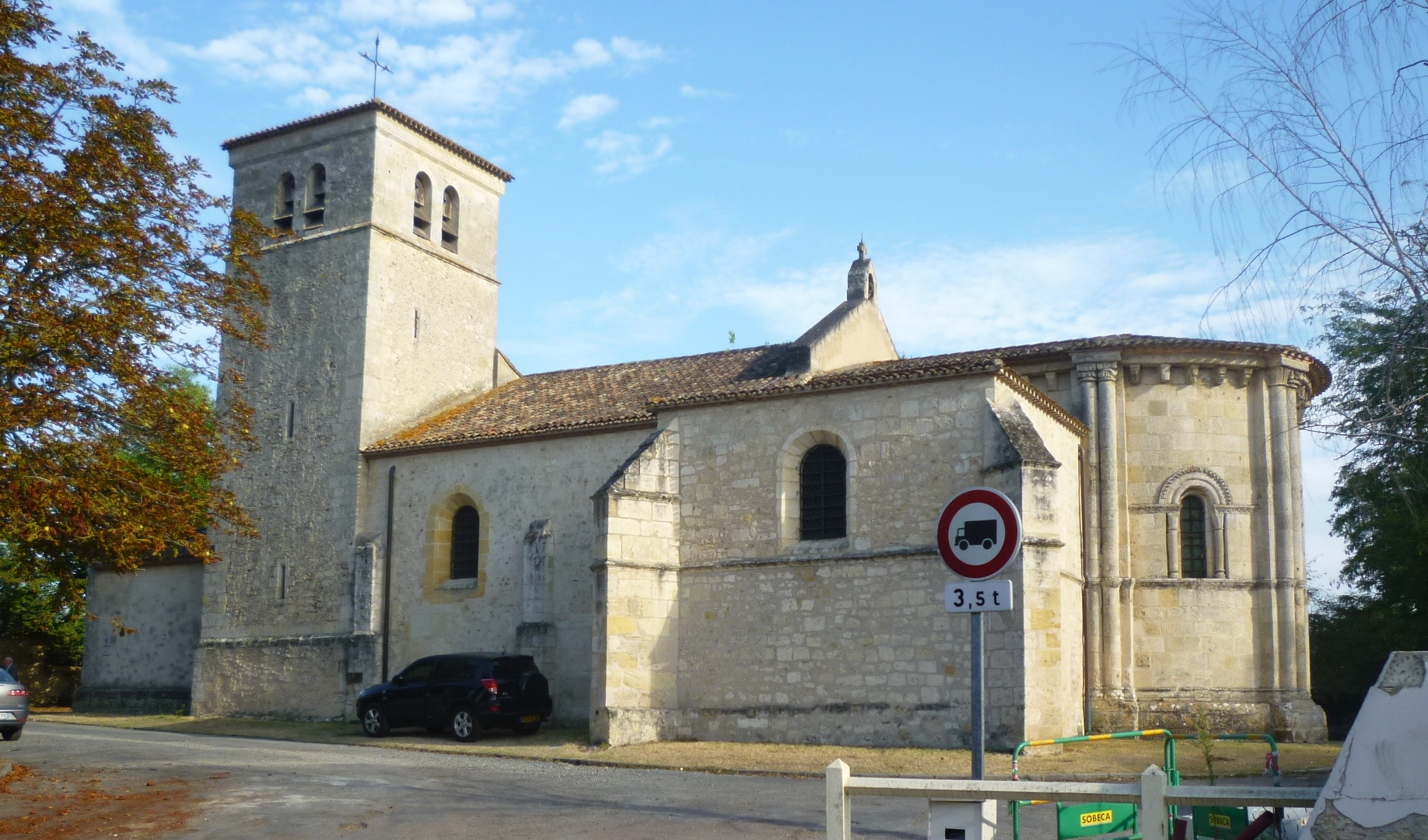
L'église Saint-Martin.
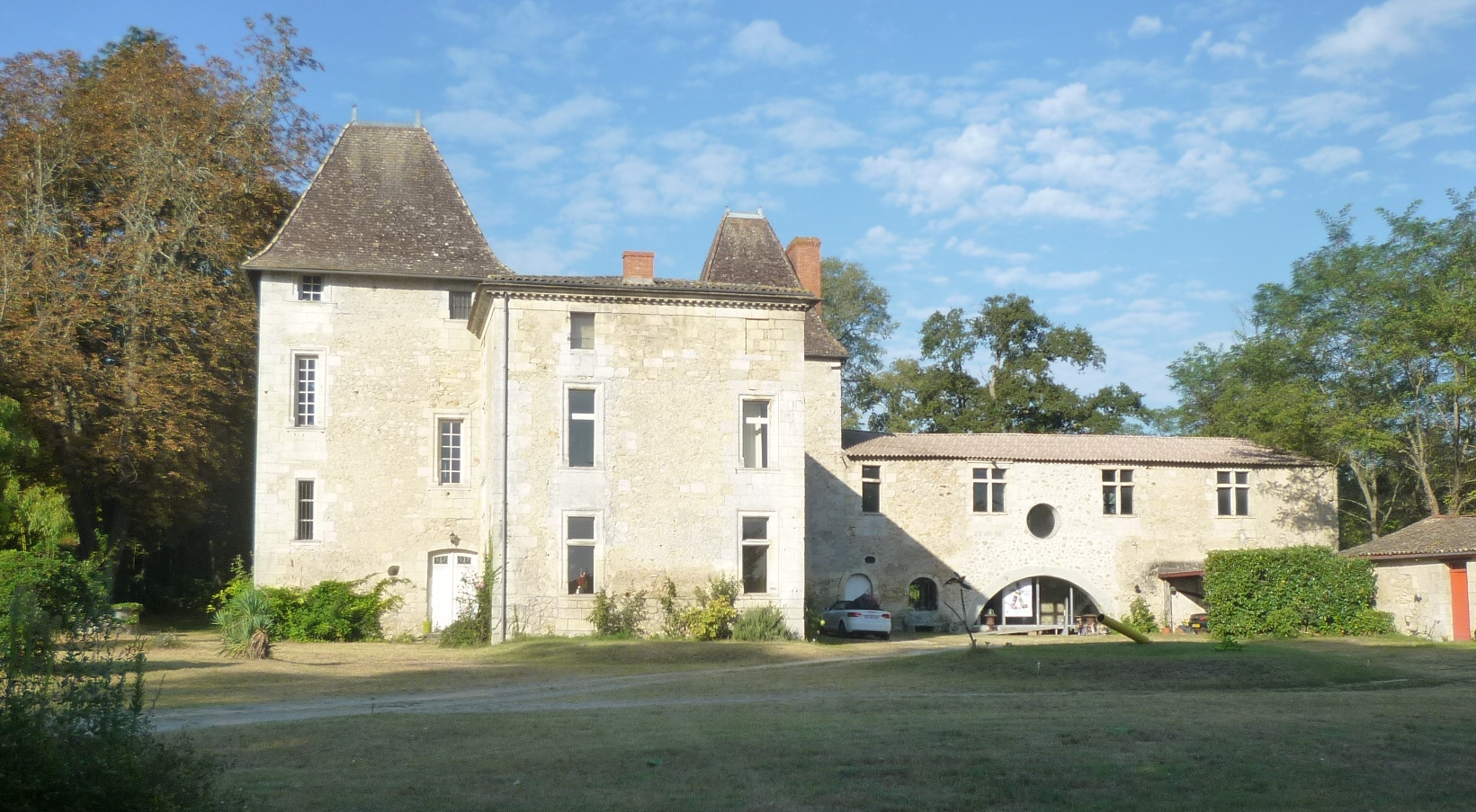
Le château de Sallegourde.
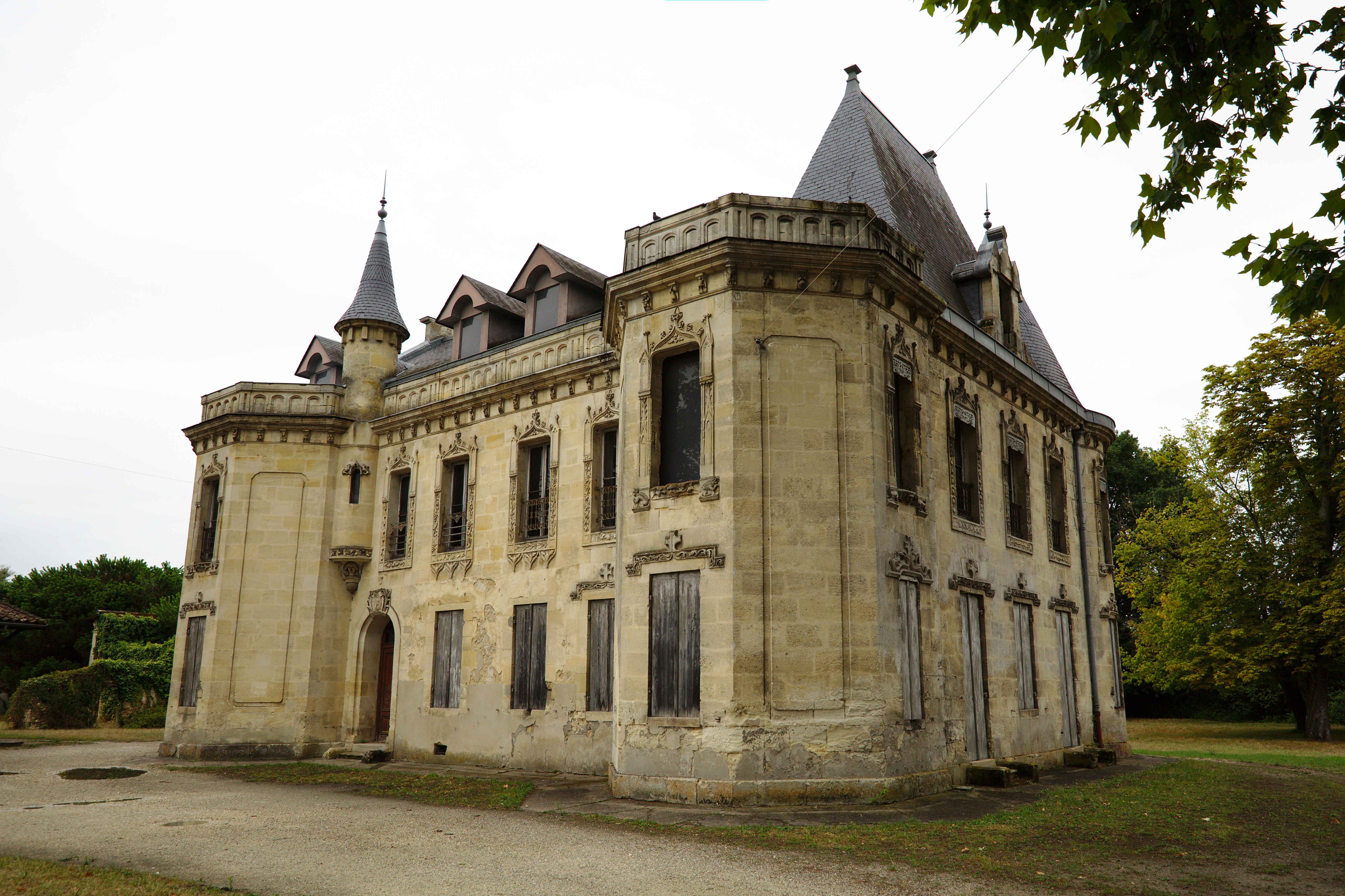
Le château de Sarcignan.
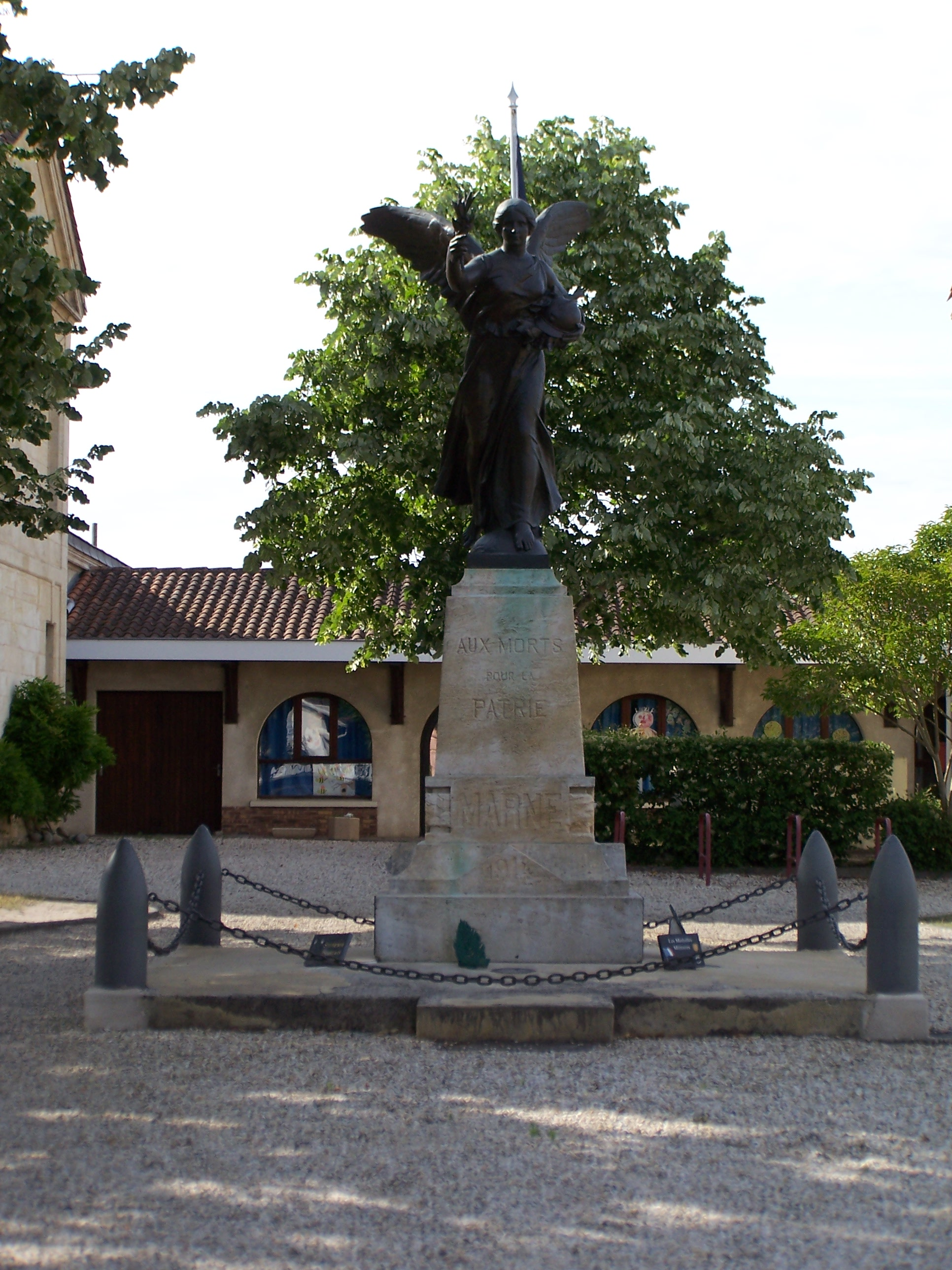
Le monument aux morts.
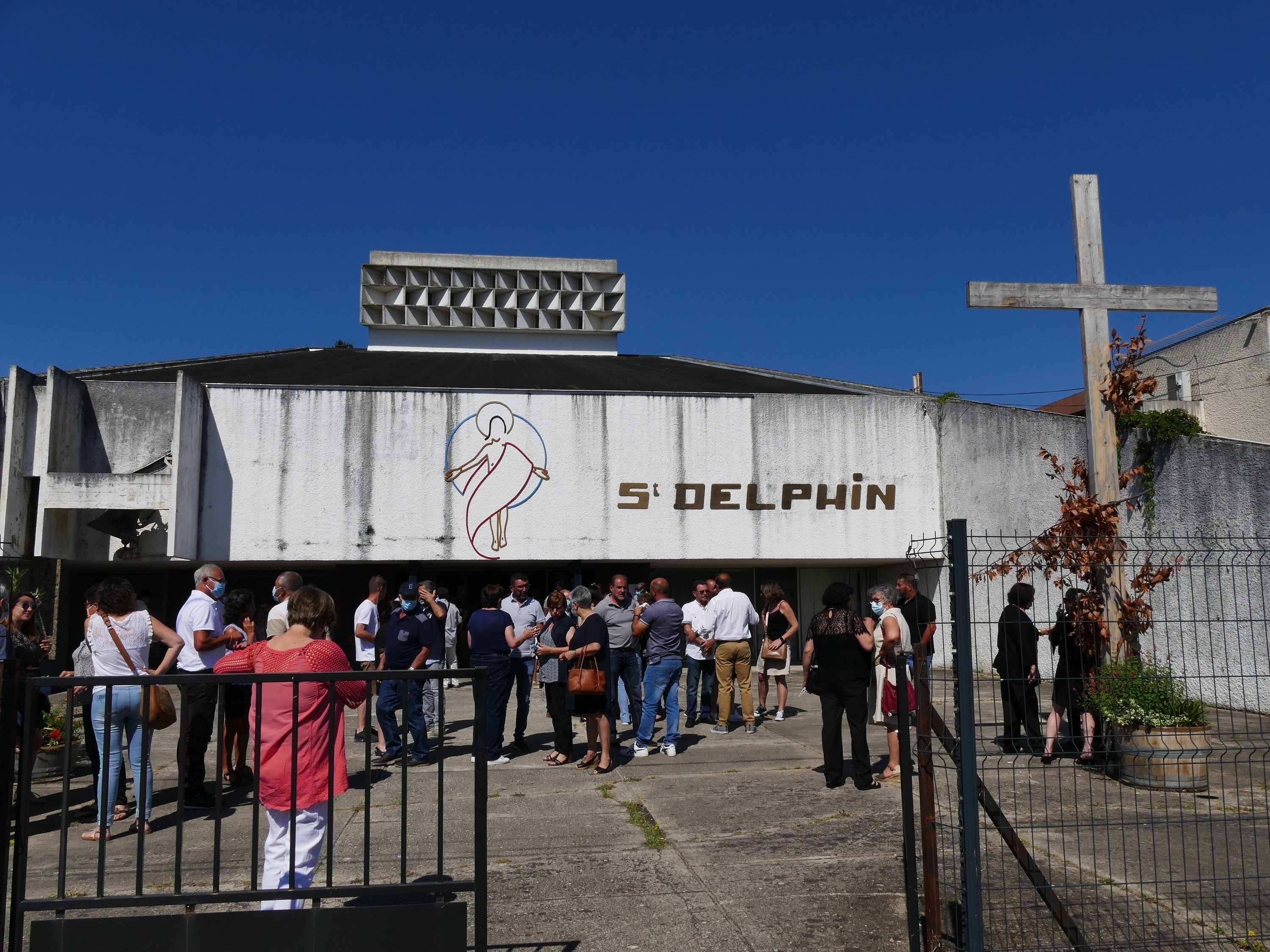
L'église Saint-Delphin
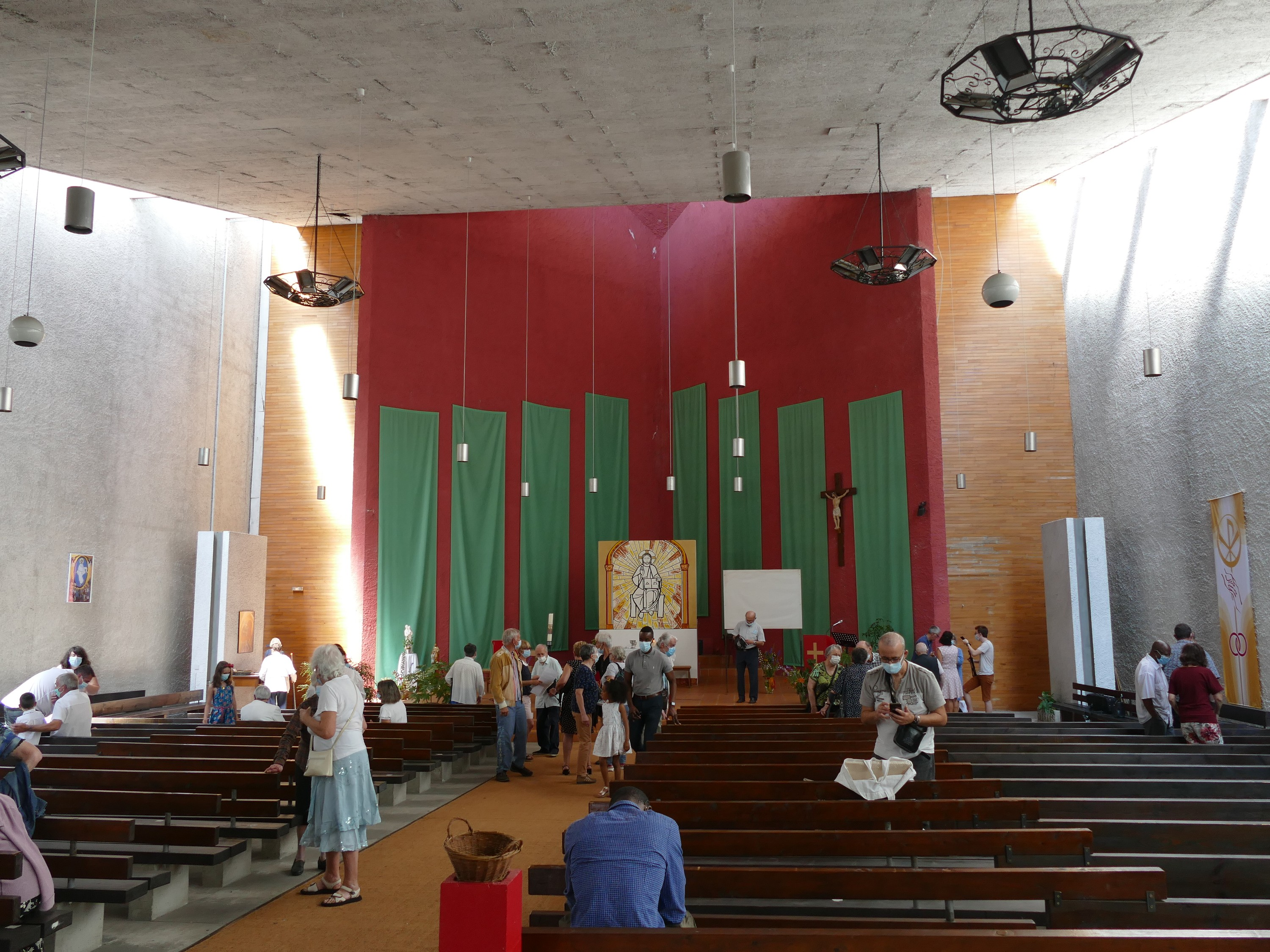
L'intérieur de l'église Saint-Delphin
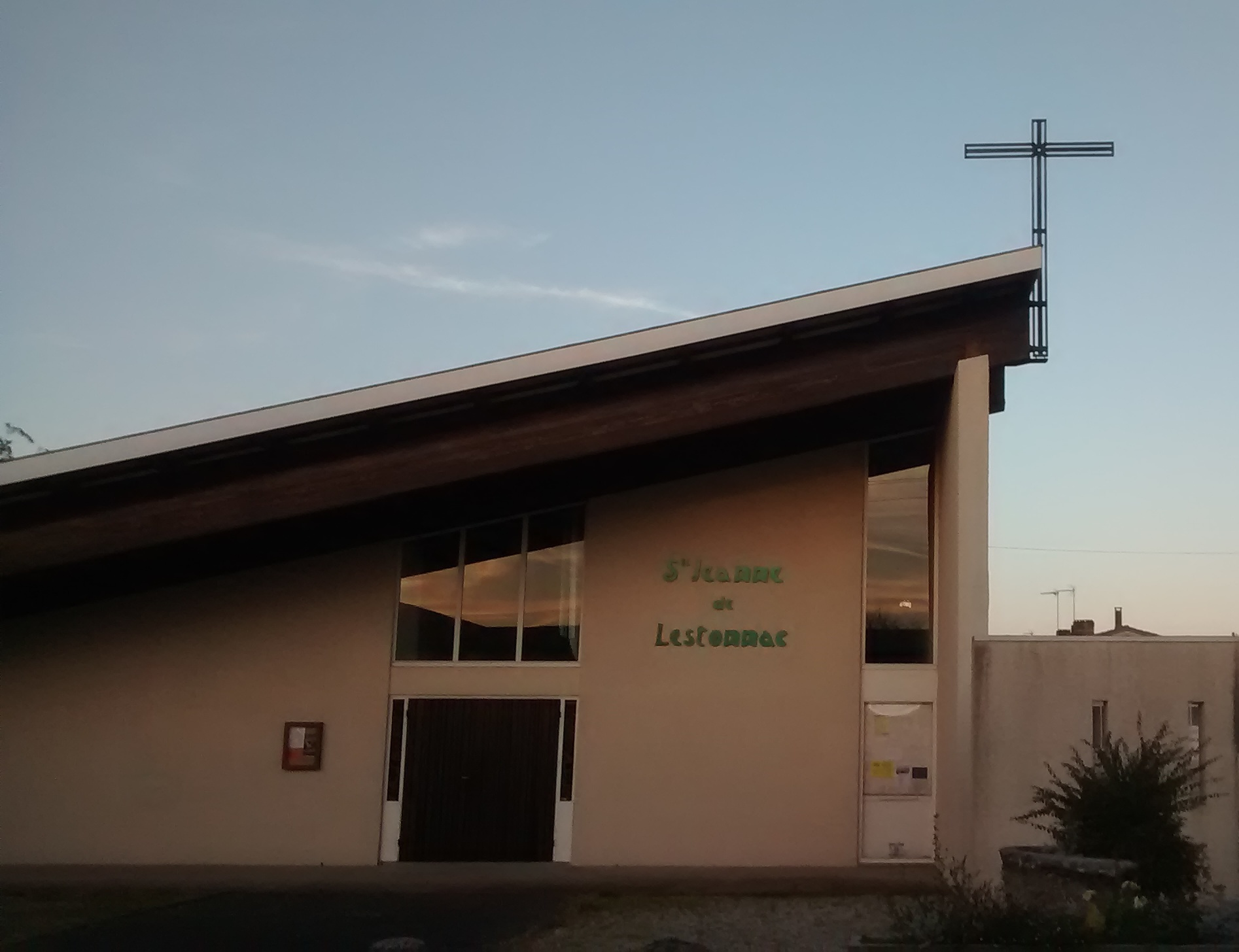
Église Sainte Jeanne de Lestonnac

### Parcs et jardins
- Parc Sourreil. Situation : Chemin de Leysotte
- Parc de Sallegourde. Situation :  allée Etienne Sabatié

### Châteaux viticoles
- Château Couhins : AOC Pessac Léognan
- Château Couhins-Lurton : AOC Pessac Léognan
- Château de Pontac-Montplaisir, AOC Pessac Léognan
- Château Baret, AOC Pessac Léognan
- Château de Guiteronde

### Personnalités liées à la commune
- Antoine Rignoux (1771-1832), général des armées de la République et de l'Empire, y est décédé.
- Louis-Bernard Fischer (1810-1873), architecte-paysagiste, y est né.
- Joseph Coran né le 26 février 1891 à Villenave-d'Ornon et décédé le 15 juillet 1958 à Dax, écarteur landais, surnommé le « roi de l'arène ».
- Jane Vialle (1906-1953), femme politique française, décédée des suites de ses blessures dans le crash de son avion à l'aéroport de Mérignac.
- Albert Fossey-François, Compagnon de la Libération (Résistance intérieure française), lieutenant-colonel français, né le 23 septembre 1909 à Juaye-Mondaye, mort le 15 septembre 1958 à l'hôpital militaire Robert-Picqué de Villenave-d'Ornon.
- Arlette Higounet-Nadal (1912-2009) est morte à Villenave-d'Ornon.
- Philippe Destribats (1955-2012), joueur français de rugby à XV décédé à Villenave-d'Ornon.
- Lyse Ruchat, miss Aquitaine 2006, quatrième dauphine de miss France 2007.
- Eric Carrière, footballeur international français, a passé une partie de sa jeunesse à Villenave-d'Ornon et a joué 3 ans au sein des équipes jeunes de la Jeunesse Villenavaise.

### Héraldique
| Armes | Les armes de Villenave-d'Ornon se blasonnent ainsi : D'or à la tour de sable, au chef de gueules chargé d'un léopard d'or, à la champagne d'azur chargée d'un croissant d'argent. |